# Julian Schieber
Julian Schieber (* 13. Februar 1989 in Backnang) ist ein ehemaliger deutscher Fußballspieler, der meistens im Sturm eingesetzt wurde. Seit dem Ende seiner Profikarriere ist Schieber als Fußballtrainer und -funktionär tätig. Weiterhin ist er noch als Spieler im Amateurfußball aktiv.

## Karriere

### Vereine

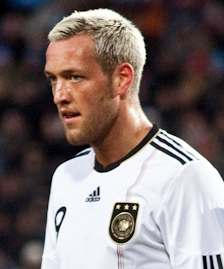
Schieber im Trikot der U-21-Nationalmannschaft

#### SV Unterweissach und TSG Backnang
Julian Schieber begann mit fünf Jahren beim SV Unterweissach mit dem Fußballspielen. In seinem Heimatverein blieb er bis zur B-Jugend und wechselte 2005 mit 16 Jahren zur U17 TSG Backnang, mit der er aus der Oberliga aufstieg.

#### VfB Stuttgart
Nach nur einer Saison in Backnang trat Schieber 2006 der Jugendabteilung des VfB Stuttgart bei. Zur Saison 2008/09 gehörte Schieber erstmals dem Kader der zweiten Mannschaft des VfB Stuttgart an.
Sein Profidebüt gab Schieber am 26. Juli 2008 (1. Spieltag) beim 1:1-Unentschieden im Drittligaheimspiel gegen Kickers Offenbach. Sein erstes Profitor erzielte er am 14. September 2008 (6. Spieltag) beim 6:0-Sieg im Auswärtsspiel gegen den FC Carl Zeiss Jena mit dem Treffer zum Endstand in der 89. Minute.
Sein Bundesligadebüt gab Schieber am 6. Dezember 2008 (16. Spieltag) beim 3:0-Sieg im Auswärtsspiel des VfB Stuttgart gegen Energie Cottbus mit Einwechslung für Ciprian Marica in der 80. Minute. Am 21. Januar 2009 verlängerte Schieber seinen Vertrag beim VfB vorzeitig bis Juni 2011. Am 18. Februar 2009 bestritt er sein erstes Europapokalspiel im UEFA-Cup gegen Zenit Sankt Petersburg. Sein erstes Bundesligator schoss er am 15. August 2009 (2. Spieltag) beim 4:2-Sieg im Heimspiel gegen den SC Freiburg mit dem Treffer zum Endstand in der 89. Minute. Am 26. September (7. Spieltag) gelang ihm beim 3:0-Sieg im Auswärtsspiel gegen Eintracht Frankfurt gar ein Doppeltorerfolg. Mit dem VfB nahm Schieber an der Champions League 2009/10 teil und bestritt fünf Spiele in der Gruppenphase, bevor er mit der Mannschaft im Achtelfinale gegen den FC Barcelona aus dem Wettbewerb ausschied.

#### 1. FC Nürnberg
Zur Saison 2010/11 wechselte Julian Schieber auf Leihbasis für ein Jahr zum 1. FC Nürnberg. Am zweiten Spieltag erzielte er gegen den SC Freiburg sein erstes Bundesligator für die Franken. Am 22. September 2010 und am 12. Februar 2011 gelang ihm jeweils ein Tor bei den Siegen gegen seinen ehemaligen Verein VfB Stuttgart. Mit sieben Saisontreffern war er hinter Christian Eigler zweitbester Torschütze des 1. FC Nürnberg.

#### VfB Stuttgart
Zum Saisonbeginn 2011/12 kehrte Schieber nach Stuttgart zurück, kam aber aufgrund einer langanhaltenden Verletzung in den ersten Spielen nicht zum Einsatz.

#### Borussia Dortmund
Zur Saison 2012/13 wechselte Schieber zum Deutschen Meister Borussia Dortmund. Er unterschrieb beim BVB einen bis zum 30. Juni 2016 gültigen Vertrag. Sein erstes Pflichtspieltor für den BVB erzielte er am 30. Oktober 2012 im DFB-Pokal-Spiel gegen den VfR Aalen in der 80. Minute. Im Gruppenspiel der Champions League erzielte er den 1:0-Siegtreffer gegen Manchester City. Schieber spielte außerdem im Champions-League-Finale 2013. Am 6. April 2013 (28. Spieltag) erzielte er beim 4:2-Sieg im Heimspiel gegen den FC Augsburg erstmals zwei Treffer für den BVB.

#### Hertha BSC
Zur Saison 2014/15 wechselte Schieber zum Ligakonkurrenten Hertha BSC, bei dem er einen bis 2018 gültigen Vertrag unterschrieb. Nach gutem Beginn der Saison verletzte er sich früh und bekam so kaum Einsätze. Ein Knorpelschaden im linken Knie zwang ihn zu einer einjährigen Pause, sein Comeback gab er im Februar 2016. Exakt ein Jahr später, im Februar 2017 verletzte sich Schieber erneut am Knie und musste erneut neun Monate pausieren.

#### FC Augsburg und Karriereende
Zur Saison 2018/19 verpflichtete der FC Augsburg Schieber ablösefrei. Er erhielt einen Vertrag bis zum 30. Juni 2021. In seiner ersten Saison kam er auf 9 Bundesligaeinsätze (3-mal von Beginn) ohne eigenen Torerfolg. In der Saison 2019/20 folgten verletzungsbedingt nur 2 weitere Einwechslungen in der Bundesliga. Vor der Saison 2020/21 wurde Schieber vom Cheftrainer Heiko Herrlich aus dem Kader gestrichen. Im April 2021 beendete Schieber seine Profilaufbahn.

#### Aktivität im Amateurbereich
2024 schloss sich Schieber der Bezirksliga-Mannschaft des SG Oppenweiler-Strümpfelbach an.

### Nationalmannschaft
In den Jahren 2009 und 2010 spielte Schieber siebenmal in der U-21-Nationalmannschaft und erzielte fünf Tore.

### Laufbahn als Trainer und Funktionär
Von Sommer 2021 bis Sommer 2022 war Schieber Co-Trainer bei seinem einstigen Jugendverein, der TSG Backnang. Von Sommer 2022 bis Sommer 2024 war er Co-Trainer der SG Sonnenhof Großaspach. Zugleich war er von 2022 bis 2023 Cheftrainer der dortigen U17-Mannschaft und von 2023 bis 2024 Cheftrainer der dortigen U19-Mannschaft.
Von Juli 2024 bis Januar 2025 war Schieber als Übergangskoordinator bei den Stuttgarter Kickers tätig. In dieser Position unterstützte er Jugendspieler auf dem Weg in den Profifußball.
Seit Juli 2025 ist Schieber Sportlicher Leiter bei der SG Sonnenhof Großaspach.

## Privates
Julian Schieber wuchs in Weissach im Tal auf, wo seine Eltern eine Gärtnerei und Baumschule betreiben. Nach seiner Schulzeit begann er eine Ausbildung im Garten- und Landschaftsbau, die er allerdings nach einem Jahr abbrach, da die Ausbildung sowohl zeitlich als auch körperlich nicht mehr mit seinem Sport vereinbar gewesen sei. Weiterhin habe er nie Profi werden, sondern immer nur beim SV Unterweissach spielen wollen. Daher habe er auch seinen Heimatverein erst mit 16 Jahren verlassen.

## Sonstiges
Im Sommer 2023 versuchte sich Schieber als Partyschlagersänger und veröffentlichte mit Freunden und ehemaligen Weggefährten das Partylied „Unter die Dusche“. In einem Musikvideo zu dem Partylied sind neben Schieber auch seine ehemaligen Mitspieler Fabian Giefer und Timo Gebhart zu sehen. Gegenüber Medien äußerte Schieber den Wunsch, eines Tages als Ballermann-Sänger auf Mallorca aufzutreten. 2024 nahm er über eine Wildcard bei der von Mats Hummels und Lukas Podolski gegründeten Baller League neben Ex-Bundesliga-Spieler Sascha Bigalke im von Podolski geleiteten Team Streets United teil.